# Virgin Radio
Virgin Radio är ett varumärke som ägs av Virgin Group och används av ett antal olika radiostationer över hela världen på licens från Virgin. Trots namnet är Virgin Radio så är stationer i varje land vanligtvis oberoende ägda av Virgin Group, men även av varandra.
Stationerna har normalt oberoende program, men har tillgång till vissa delade program, oftast kopplade till andra Virgin enheter såsom V Festival. Virgin Radiostationer klassificeras normalt som rockmusik eller Hit Radio stationer.